# Macedonian (Schiff)
HMS Macedonian war eine nominell 38-Kanonen-Fregatte der britischen Marine, die in den Napoleonischen Kriegen gegen Frankreich und im Krieg von 1812 gegen die Vereinigten Staaten zum Einsatz kam.

## Geschichte

### Im britischen Dienst
Die Macedonian wurde 1809 in Woolwich, England, auf Kiel gelegt und lief am 2. Juni 1810 vom Stapel. Noch im Juni wurde die Fregatte unter Kapitän Lord William FitzRoy in Dienst gestellt. Zur Besatzung gehörte der damals 13 Jahre alte Samuel Leech, der später Memoiren über seine Erlebnisse als Seemann schrieb.
Ihre erste Mission führte die Macedonian nach Portugal, wo sie eine Kompanie Soldaten ablieferte und gegen mögliche französische Angriffe über See Patrouillen fuhr. Während dieser Zeit fälschte FitzRoy Unterlagen über die Vorräte des Schiffs, weshalb er im März 1811 vor ein Kriegsgericht gestellt und aus der Marine entlassen wurde. Ab dem 8. März 1810 kommandierte William Waldegrave das Schiff. Er wurde am 5. April 1811 durch Kapitän John Surman Carden abgelöst.
Im Januar 1812 sollte Carden im Rahmen eines Planes, die Bank of England zahlungsfähig zu halten, mit seinem Schiff heimlich Wertpapiere in die Vereinigten Staaten bringen und in Norfolk gegen Gold und Silber umtauschen. Während seines Besuchs war Carden ein gern gesehener Gast in der Oberschicht von Norfolk, verriet aber versehentlich den Zweck seiner Reise und musste daraufhin mit leeren Händen nach Lissabon zurückkehren.
Im September desselben Jahres, nach dem Ausbruch des Kriegs mit den Vereinigten Staaten, eskortierte die Macedonian einen Ostindienfahrer nach Madeira und sollte dann auf Prisenjagd gehen. Drei Tage nach dem Auslaufen traf Carden jedoch am Morgen des 25. Oktober 1812 auf die amerikanische Fregatte United States. Sie stand unter dem Kommando von Kapitän Stephen Decatur junior, mit dem sich Carden bei seinem Besuch in Norfolk angefreundet hatte. Unglücklicherweise für die Briten war United States eine der schweren US-Fregatten mit (nominell) 44 Kanonen, die der  Macedonian sowohl hinsichtlich der Größe, Rumpfstärke, als auch der Schwere der Bewaffnung deutlich überlegen waren. Eine Breitseite der United States wog 864 Pfund, eine Breitseite der Macedonian 528 Pfund.

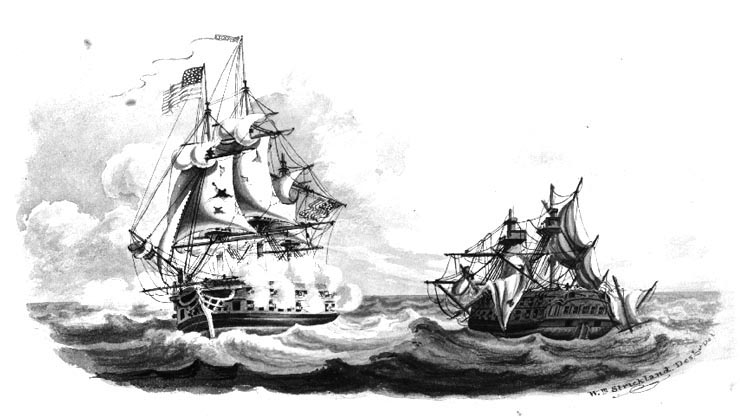
HMS Macedonian (rechts) gegen Ende des Kampfes, entmastet und manövrierunfähig

Bereits durch die zweite Breitseite der Amerikaner entstanden schwere Schäden an der Takelage der Macedonian, die dadurch ihre Manövrierfähigkeit weitgehend verlor. Decatur konnte eine Position hinter dem Heck der Briten einnehmen und das weitgehend wehrlose Schiff zum Wrack zusammenschießen. Gegen Mittag war der Rumpf der Fregatte durchlöchert und entmastet, weshalb sich Carden entschloss, die Flagge zu streichen und damit das Leben seiner Mannschaft zu retten. Auf der Macedonian gab es 104 Tote und Verwundete gegenüber nur zwölf Toten und Verwundeten auf der United States.
Mit Hilfe der kriegsgefangenen britischen Mannschaft gelang es den Amerikanern, das schwer beschädigte Schiff provisorisch zu reparieren und am 4. Dezember mit ihm in Newport einzulaufen. Der Sieg des amerikanischen Schiffs wurde als Sensation wahrgenommen. Zwar hatte bereits die Constitution die britische Fregatte Guerriere besiegt, doch war diese zu stark beschädigt gewesen, um in einen Hafen gebracht zu werden.

### Im US-amerikanischen Dienst
Die Fregatte wurde unter Beibehaltung des alten Namens in die United States Navy übernommen. Im April 1813 war die Macedonian wieder einsatzbereit, lag jedoch für den Rest des Krieges blockiert in New London. 1819 bis 1821 wurde die Fregatte in den Pazifik entsandt. Danach wurde sie gegen Piraten in Westindien und noch ein letztes Mal im Pazifik eingesetzt. 1829 wurde das Schiff als reparaturbedürftig gemeldet. Da sich eine Reparatur nicht mehr lohnte, wurde die Fregatte jedoch schließlich 1834 abgewrackt. Die alte Fregatte wurde durch einen ähnlichen, aber etwas größeren Neubau ersetzt, der 1833 auf Kiel gelegt und 1836 fertiggestellt wurde. Neben dem Namen wurden noch einige Eisen- und Holzteile des alten Schiffs verwendet, darunter die Galionsfigur. Die jüngere Macedonian wurde im Dezember 1875 verkauft. Es wird gelegentlich irrtümlich vermutet, das alte Schiff sei 1834 nicht abgewrackt, sondern repariert worden. Der Irrtum ist darauf zurückzuführen, dass der Neubau administrativ ein “rebuild” – also Neuaufbau – war. Zudem war ein wesentlicher Grund für den Neubau der Fregatte, die nach dem Standard der Zeit eigentlich zu klein war, die Erinnerung an die Kriegstrophäe HMS Macedonian. Daher bemühte man sich, zumindest das Erscheinungsbild des neuen Schiffs dem des alten nachzuempfinden.